# Verzweigung Biel/Bienne
De Verzweigung Biel/Bienne, in het Frans Échangeur Biel/Bienne, is een knooppunt in Zwitserland. Op dit knooppunt in de gemeente Biel/Bienne sluit de A16 aan op de A5.

## Configuratie
Het knooppunt is een rotondeknooppunt.